# فرزنیلو
فرزنیلو (به انگلیسی: Fresnillo) شرکت استخراج معدن مکزیکی-بریتانیایی است، که بزرگترین استخراج‌کننده نقره از سنگ معدن در جهان است، همچنین دومین تولیدکننده طلا در مکزیک می‌باشد.
شرکت فرزنیلو در سال ۲۰۰۸ در پی تفکیک از شرکت مکزیکی اینداستریاس پنولس و ثبت آن در کشور بریتانیا تأسیس شد. دفتر مرکزی این شرکت در شهر مکزیکو سیتی، مکزیک قرار دارد و دفتر بین‌المللی آن نیز در شهر لندن، بریتانیا مستقر می‌باشد. بخشی از سهام شرکت فرزنیلو (LSE: FRES) در بازار بورس لندن معامله می‌شود و تنها شرکت مکزیکی است، که نام آن در فهرست اولیه بازار بورس لندن قرار دارد.